# Micrurus margaritiferus
Micrurus margaritiferus плямистий (кораловий аспід) — вид отруйних змій родини аспідових (Elapidae). Ендемік Перу.

## Поширення і екологія
Плямисті коралові аспіди мешкають на східних схилах Анд на півночі Перу, в регіоні Амасонас, в районі, де зливаються річки Сантьяго і Морона. Вони живуть у вологих гірських тропічних лісах, на висоті від 720 до 1000 м над рівнем моря.